# 2019年1月长春万达爆炸案
2019年1月长春万达爆炸案是2019年1月25日发生在中国吉林省长春市红旗街万达广场的连环爆炸案件。

## 案情经过
1月25日，有网友在微信、微博等渠道发布爆炸现场视频。
25日下午，经长春市委宣传部通稿，爆炸现场发现一死一伤，警方定性为刑事案件。